# Verdrag van Alcañices
Het Verdrag van Alcañices (Portugees:Tratado de Alcanizes) is een vredesverdrag tussen de koninkrijken Portugal en Castilië. Het verdrag werd gesloten door de koningen Dionysius van Portugal en Ferdinand IV van Castilië in Alcañices in het jaar 1297, naar aanleiding van een door Portugal begonnen oorlog met Castilië in 1295. Portugal gaf de plaatsen Serpa en Moura op en verwierf Olivenza. Tegenwoordig is Olivenza (Portugees:Olivença), een Spaanse stad waar Portugal een claim op legt. Serpa en Moura zijn tegenwoordig Portugees grondgebied. Het koninkrijk Algarve werd herbevestigd door Castilië. Het verdrag werd nog eens extra bevestigd door het huwelijk tussen Ferdinand en Constance van Portugal, de dochter van Dionysius.
De grenzen tussen Spanje en Portugal verlopen grotendeels nog steeds hetzelfde als tijdens dit verdrag.